# Danny Sapsford
Danny Sapsford (* 3. April 1969 in Walton-on-Thames, England) ist ein ehemaliger britischer Tennisspieler.

## Leben
Sapsford begann im Alter von zehn Jahren mit dem Tennisspiel. Er besuchte die Tennisschule der Lawn Tennis Association und gewann als Heranwachsender die nationalen britischen U12- und U18-Titel. Auf der ITF Junior Tour erreichte auf der Grand-Slam-Ebene mit dem Achtelfinale bei den US Open sein bestes Ergebnis.
Bei den Profis war er auf der ATP Challenger Tour am erfolgreichsten, wo er zwischen 1994 und 1997 acht Doppeltitel gewann. Hiervon jeweils drei an der Seite von Chris Wilkinson und Andrew Foster sowie zwei zusammen mit Mark Petchey. Mit letzterem gelang ihm auch sein größter Erfolg, der Gewinn des Doppeltitels beim ATP Turnier von Nottingham 1996. Seine höchste Notierung in der Tennisweltrangliste erreichte er 1996 mit Position 170 im Einzel sowie 1998 mit Position 83 im Doppel.
Sein bestes Einzelergebnis bei einem Grand-Slam-Turnier war das Erreichen der dritten Runde in Wimbledon 1999. Als Qualifikant mit Weltranglistenposition 595 siegte er gegen Julián Alonso und Galo Blanco, bevor er glatt in drei Sätzen gegen Pete Sampras ausschied. Im Anschluss an dieses Spiel gab Sapsford seinen Rücktritt vom Profisport bekannt. In der Doppelkonkurrenz erreichte er 1998 das Achtelfinale bei den US Open. Im Mixed stand er zwei Mal im Achtelfinale von Wimbledon.
Sapsford spielte zwischen 1990 und 1991 drei Einzelpartien für die britische Davis-Cup-Mannschaft, von denen er zwei gewinnen konnte.

## Erfolge
| Legende                                               |
| Grand Slam                                            |
| Tennis Masters Cup                                    |
| ATP Masters Series                                    |
| ATP Championship Series ATP International Series Gold |
| ATP World Series ATP International Series (1)         |
| ATP Challenger Series (8)                             |

| ATP-Titel nach Belag |
| Hartplatz (0)        |
| Sand (0)             |
| Rasen (1)            |
| Teppich (0)          |

### Doppel

#### Turniersiege

##### ATP Tour
| Nr. | Datum         | Turnier    | Belag | Partner      | Finalgegner            | Ergebnis      |
| --- | ------------- | ---------- | ----- | ------------ | ---------------------- | ------------- |
| 1.  | 23. Juni 1996 | Nottingham | Rasen | Mark Petchey | Neil Broad Piet Norval | 6:7, 7:6, 6:4 |

##### Challenger Tour
| Nr. | Datum              | Turnier    | Belag     | Partner         | Finalgegner                      | Ergebnis      |
| --- | ------------------ | ---------- | --------- | --------------- | -------------------------------- | ------------- |
| 1.  | 11. September 1994 | Azoren     | Rasen     | Chris Wilkinson | Emanuel Couto Eyal Ran           | 7:5, 6:1      |
| 2.  | 8. Oktober 1994    | Dublin     | Teppich   | Chris Wilkinson | Arne Thoms Fernon Wibier         | 7:6, 2:6, 6:3 |
| 3.  | 23. Oktober 1994   | Jakarta    | Hartplatz | Andrew Foster   | Mahesh Bhupathi Leander Paes     | kampflos      |
| 4.  | 30. Juli 1995      | Newcastle  | Hartplatz | Andrew Foster   | Nebojša Đorđević Lorenzo Manta   | 3:6, 6:1, 6:2 |
| 5.  | 9. März 1996       | Stockholm  | Hartplatz | Andrew Foster   | Lan Bale Brent Haygarth          | 6:3, 6:1      |
| 6.  | 4. August 1996     | Istanbul   | Hartplatz | Mark Petchey    | Oleg Ogorodov Orlin Stanoitschew | 6:3, 7:5      |
| 7.  | 20. Juli 1997      | Manchester | Rasen     | Mark Petchey    | Noam Behr Filippo Veglio         | 6:3, 6:7, 7:6 |
| 8.  | 23. November 1997  | Portorož   | Hartplatz | Chris Wilkinson | Saša Hiršzon Udo Plamberger      | 6:0, 3:6, 6:3 |

#### Finalteilnahmen
| Nr. | Datum              | Turnier    | Belag     | Partner         | Finalgegner                      | Ergebnis      |
| --- | ------------------ | ---------- | --------- | --------------- | -------------------------------- | ------------- |
| 1.  | 17. September 1995 | Bordeaux   | Hartplatz | Henrik Holm     | Saša Hiršzon Goran Ivanišević    | 3:6, 4:6      |
| 2.  | 22. Juli 1997      | Nottingham | Rasen     | Chris Wilkinson | Ellis Ferreira Patrick Galbraith | 6:4, 6:7, 6:7 |